# Тингаев, Николай Яковлевич
Николай Яковлевич Тингаев - советский хозяйственный, государственный и политический деятель.

## Биография
Родился в 1907 году в селе Мордовская Бокла. Член ВКП(б) с 1929 года.
С 1929 года - на хозяйственной, общественной и политической работе. В 1929-1950 гг. — начальник Отдела кадров Мордовского областного земельного отдела, заместитель начальника Политического отдела машинно-тракторной станции, секретарь районного комитета ВКП(б) в Сталинградском крае, студент, аспирант Сталинградского механического института, заведующий Организационно-инструкторским отделом Сталинградского областного комитета ВКП(б), председатель оперативной тройки Сталинградского областного комитета ВКП(б) и Исполнительного комитета   Сталинградского областного Совета при Донском фронте, председатель Совета Министров Мордовской АССР.
Избирался депутатом Верховного Совета СССР 2-го созыва.